# 木方慎之介
 木方 慎之介（きほう しんのすけ、1978年5月20日- ）は、日本の東京都出身の卓球選手。明治大学を経て、実業団の協和発酵キリン所属。
長いリーチを生かした広い守備範囲が最大の武器で、後陣からのロビングは国内随一を誇る。カット打ちの技術に優れ、世界を代表するカット主戦型プレーヤーの松下浩二からも多くの勝ち星をあげている。また、2001年の世界選手権大阪大会では、2003年のパリ大会で準優勝を果たす朱世赫を打ち破っている。
明治大学時代には、関東学生リーグ1部では、シングルスで19連勝を含む26勝2敗、ダブルスで25勝10敗の成績を残している。在学中にスウェーデンにも卓球留学を果たした。
1998年から2000年の全日本・男子シングルスでは3年連続でベスト4に進出。2002年は初めて決勝まで勝ち上がり、決勝の相手が得意としている松下浩二であったことから優勝が期待されたが、松下の前に惜敗し日本一の座を逃した。同大会の男子ダブルスで優勝を果たした。
また2005年のジャパンオープンでメイス（デンマーク）と対戦した際にあまりにしつこく拾ってくる木方のロビングにメイスが試合途中にキレて勝利を収めたことがある。
2025年、長男の木方圭介が父に次いで全日本・男子ダブルスで優勝した

## 主な戦績
2000年
- 第15回アジア卓球選手権 男子ダブルス 第3位（偉関晴光ペア）、男子団体 第3位

2002年
- 平成14年度全日本卓球選手権 男子シングルス 準優勝、男子ダブルス 優勝（倉嶋洋介ペア）
- 第7回ジャパントップ12卓球大会 男子シングルス 優勝